# هنری هاپکینز سیبلی
هنری هاپکینز سیبلی (انگلیسی: Henry Hopkins Sibley; ۲۵ مهٔ ۱۸۱۶ – ۲۳ اوت ۱۸۸۶) فرد نظامی اهل ایالات متحده آمریکا بود.